# Just Cabot
Just Cabot i Ribot, né le 4 mai 1898 à Barcelone (Espagne) et mort le 25 février 1961 à Paris (France), est un écrivain et journaliste catalan. 

## Biographie

### En Espagne
Just Cabot commence sa carrière comme rédacteur en chef de La Publicitat et de Esport Català. Il dirige ensuite le magazine culturel Mirador. Il y publie entre autres des études sur Ali-Bey, Honoré de Balzac, Stendhal et Gabriele d'Annunzio. Cabot se consacre également à la traduction et travaille notamment sur des œuvres de HG Wells, Robert Louis Stevenson, Joseph Kessel ou Giacomo Casanova.

### En France
Il s'exile en France en 1939 à la suite de la guerre d'Espagne et y ouvre une librairie. Il intègre peu après l'Ateneu Barcelonès, une institution littéraire espagnole également exilée afin d'échapper aux exactions de la Phalange. Il entretient durant cette période une correspondance avec l'écrivain Josep Maria de Sagarra. En 1952, il épouse Rosita Castelucho,. 
Just Cabot peut être considéré comme bibliophile au regard de son importante collection de livres anciens dont la plupart sont d'une grande rareté. Il nomme sa librairie parisienne le Mirador en hommage au magazine culturel dont il assumait la direction en Espagne. 
Cabot se confie quelques jours avant son décès sur ses pensées et sa vie. Il meurt finalement le 25 février 1961 à l'âge de 62 ans et est inhumé au cimetière du Montparnasse à Paris. Ses confidences, enregistrées, sont reprises en 2008 par son biographe Valenti Soler pour l'ouvrage El periodisme silenciat : Just Cabot.